# یواس‌اس استرن (دی‌ئی-۱۸۷)
یواس‌اس استرن (دی‌ئی-۱۸۷) (به انگلیسی: USS Stern (DE-187)) یک کشتی بود که طول آن ۳۰۶ فوت (۹۳ متر) بود. این کشتی در سال ۱۹۴۳ ساخته شد.